# Jonathan Soto
Jonathan Soto, vollständiger Name Jonathan Daniel Soto Da Luz, (* 4. Oktober 1988 in Montevideo) ist ein uruguayischer ehemaliger Fußballspieler.

## Verein
Der 1,94 Meter große Offensivspieler gehörte in der Frühphase seiner Karriere dem Erstligakader der Montevideo Wanderers an. Dort kam er in der Spielzeit 2008/09 während der Apertura 2008 zu drei Einsätzen als Einwechselspieler in der Primera División. In den beiden folgenden Saisons lief er für den Club Atlético Cerro in insgesamt 34 Erstligapartien auf und erzielte dabei sieben Treffer. Auch absolvierte er zwei Begegnungen der Copa Libertadores. Im Juli 2011 wechselte er sodann zum Ligakonkurrenten Fénix. Neben vier Einwechslungen im Laufe der Apertura 2011 stehen dort auch zwei Spiele in der Copa Sudamericana für ihn zu Buche. Im Februar 2012 folgte eine Ausleihe zu Atenas, die nach Ablauf der Clausura 2012 endete. Hinsichtlich der nächsten Stationen ist die Quellenlage uneinheitlich. So wird für ihn ein Einsatz (ein Tor) beim argentinischen Verein Deportivo Paraguayo ausgewiesen, allerdings wird auch der Cerro Largo FC als Arbeitgeber geführt. Seit Januar 2013 steht er bei El Tanque Sisley unter Vertrag. Dort bestritt er bis zum Rundenende sieben Erstligapartien, wobei er jeweils als Einwechselspieler zum Zuge kam. Sodann wechselte er 2013 zum Zweitligisten Club Atlético Torque, für den er in der Saison 2013/14 zehnmal in der Segunda División auflief und ein Tor erzielte. Bereits im März 2014 wurde er bei den Montevideanern jedoch wieder als Abgang mit unbekanntem Ziel geführt. Im August 2014 schloss er sich Villa Española an. Für die Montevideaner bestritt er in der Apertura 13 Zweitligaspiele und schoss fünf Tore. Im Januar 2015 setzte er seine Karriere bei LDU Portoviejo in Ecuador fort. Dort erzielte er sechs Ligatreffer. Anfang August 2015 kehrte er nach Uruguay zurück und band sich an den Zweitligisten Huracán FC. Bei den Montevideanern wurde er in sechs Ligapartien (kein Tor) eingesetzt. Zum Jahresbeginn 2016 schloss er sich UAI Urquiza in der argentinischen Primera B Metropolitana an. Dort kam er in elf Ligaspielen (zwei Tore) zum Einsatz. Ende Juli 2016 wechselte er zum CA Mitre nach Santiago del Estero und bestritt zwölf Begegnungen (kein Tor) im Torneo Argentino A. Anfang Februar 2017 verpflichtete ihn der uruguayische Erstligist Plaza Colonia, für den er zweimal (kein Tor) in der Primera División auflief. Seit Mitte Juli 2017 setzt er seine Karriere in Guatemala bei Deportivo Carchá fort.